# بادما ساتشديف
بادما ساتشديف (بالإنجليزية: Padma Sachdev)‏ (1940، جامو في الهند)؛ كاتِبة ومؤلِّفة وشاعرة هندية.